# Bacijevce
Bacijevce (cyr. Бацијевце) – wieś w Serbii, w okręgu pczyńskim, w gminie Surdulica. W 2011 roku liczyła 63 mieszkańców.